# Jessica Thornton
Jessica Thornton (* 12. April 1998) ist eine australische Sprinterin, die sich auf den 400-Meter-Lauf spezialisiert hat.
2014 siegte sie bei den Olympischen Jugendspielen in Nanjing über 400 m mit ihrer persönlichen Bestzeit von 52,50 s und wurde beim Leichtathletik-Continentalcup in Marrakesch mit dem asiatisch-pazifischen Team Vierte in der 4-mal-400-Meter-Staffel.